# 都城市ウエルネス交流プラザ
都城市ウエルネス交流プラザ（みやこのじょうしウエルネスこうりゅうプラザ）は、宮崎県都城市に存在する多目的ホールである。2004年5月オープン。
周辺には、都城市立図書館やBTVなどが存在する。

## 概要
中心市街地のにぎわいを創出するためにさまざまな市民グループが「集い、交わり、楽しむ」舞台として、都城市が整備したもので、市民活動及びまちづくりネットワークを構築する「交流拠点」としての活用を目指す施設となっている。特徴のある屋根は、音響に配慮したホールであることから楽器のハープと、都城市の地場特産品である大弓をイメージしたデザインとなっている。

## 沿革
- 1993年
  - 3月 - 特定商業集積整備基本構想を策定。
  - 4月 - 地方拠点都市地域基本計画を策定。
- 1994年4月 - 第3セクター都城まちづくり株式会社を設立。
- 1995年1月 - 中央東部土地区画整理事業に着手。
- 1996年10月 - 中心部のまちづくりについて多角的に検討を開始。
- 2000年3月 - 市街地再開発事業による整備から公設民営方式へと整備手法を変更。
- 2001年
  - 4月 - 地盤調査、市民ヒアリング、庁内担当者会等を経て、基本設計に着手。
  - 10月 - まちづくり総合支援事業（国土交通省）により、実施計画に着手。
- 2002年
  - 7月 - まちづくり総合支援事業全体設計承認
  - 8月 - 隣接するウエルネスパーキング（462台）新築工事に先行着手。
  - 11月 - ウエルネス交流プラザ新築工事着工
- 2003年
  - 2月 - ウエルネスパーキング竣工（4月供用開始）。
  - 12月 - ウエルネス交流プラザ条例可決、指定管理者を公募。
- 2004年
  - 3月 - ウエルネス交流プラザ竣工。
  - 3月 - 指定管理者に都城まちづくり株式会社を指定することを議会で承認。
  - 5月 - ウエルネス交流プラザ1階供用開始。
  - 10月 - ウエルネス交流プラザ2階供用開始。

## 施設概要
1階
- インフォメーション
- ラウンジ（ほっとカフェ）
- キッズルーム
- ミーティングコーナー
- セミナールームA
- セミナールームB
- ワークコーナー・印刷室
- 茶霧茶霧ギャラリー

2階
- ムジカホール
- リハーサル室
- スタジオ
- 楽屋1
- 楽屋2
- 楽屋3

## 茶霧茶霧ギャラリー
会議や研修だけでなく、可動壁を動かすことにより、書画や生け花などの展示会など、多目的に使用できる空間となっている。
愛称の「茶霧茶霧」とは、地場産品のお茶と、都城盆地特有の霧深い気候に由来する。

## ムジカホール
席数293席というコンパクトな空間となっており、ステージに立つ者と観客が一体感を肌身で感じることができる。音響反射板を設置した時の音の響きは秀逸。また、座席も広めにとってあり、ゆったりと観劇できる設計となっている。
イタリア語の「音楽」=「ムジカ」と、都城地域の方言「かわいい」=「むじい」という表現が、小さなホールを上手く表現していることから愛称（ムジカホール）がつけられた。優良ホール100選に選ばれている。